# Bozsok
Bozsok (németül: Poschendorf, horvátul: Božok) község Vas vármegyében, a Kőszegi járásban.

## Fekvése
Kőszegtől 9 kilométerre nyugatra, Szombathelytől 22 kilométerre északnyugatra fekszik a Kőszegi-hegység déli lábánál, az Arany-patak mentén, közvetlenül az osztrák határ mellett. Területének északnyugati részét a hegyeket borító erdő alkotja; határában emelkedik a Kőszegi-hegység legmagasabb csúcsa, az Írott-kő is. A hegyek lábánál szőlők és gyümölcsösök találhatók, míg a délkeleti rész mezőgazdasági terület.
A szomszéd települések a határ magyar oldalán: észak felől Velem, északkelet felől Kőszegszerdahely, délkelet felől Perenye, délnyugat felől pedig Bucsu. Nyugat felől a legközelebbi település a már Ausztriához tartozó Rohonc (Rechnitz), alig 5 kilométerre; északnyugaton emellett valószínűleg határos még a Lékához (Lockenhaus) tartozó Hosszúszeghuta (Glashütten bei Langeck im Burgenland) településsel is.

### Megközelítése
A településen végighúzódik, nagyjából kelet-nyugati irányban a Lukácsházától (a 87-es főúttól) az országhatárig tartó 8718-as út, ez a legfontosabb közúti elérési útvonala. Déli szomszédjával, Bucsuval a 8717-es út köti össze.
A környék nagyobb városai közül Szombathely felől a 87-es vagy a 89-es főúton érhető el, lukácsházi vagy bucsui letéréssel, Kőszeg felől pedig a 8719-es, majd Kőszegszerdahelytől a 8718-as úton lehet a legegyszerűbben eljutni a községbe.
Vasútvonal nem érinti.

## Története

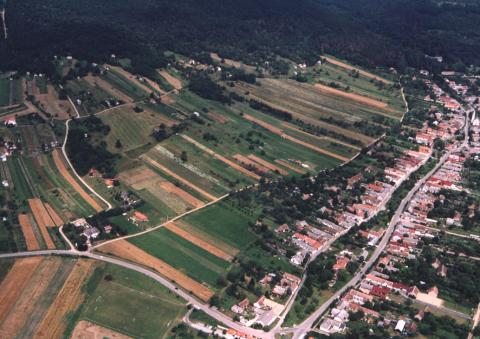
Bozsok légifotója

A község területén a régészeti leletek tanúsága szerint már a kőkorszakban is éltek emberek. A kelták idején a község területe a közeli Szent Vid várához tartozott. A Sibrik-kastély helyén egy római castrumot sejtenek a történészek, mely az egykori vízvezeték őrzését is ellátta. A római korban innen vezették a vizet a tartományi székhelyre Savaria városába. Ennek a vízvezetéknek egy feltárt darabja ma Bucsu község határában megtekinthető. A népvándorlás időszakából a község határában az Irtási dűlőben 1874-ben kiszántott hun aranycsat maradt fenn. A falut átszelő Arany-patak vízében a középkorban feltehetően aranyat mostak. A települést 1273-ban IV. László oklevelében "villa Bosuk" néven említik először.
Már a 13. században Szent Vid várával együtt a Kőszegi család tulajdona volt. Később a Németújváriaké, majd 1405-től a Garaiaké, 1445-ben III. Frigyes német-római császár foglalta el. Visszafoglalása után a király hívének, Bornemissza Jánosnak adta, akitől azt hozományként ''Bagossy Mihály táblabíró szerezte meg. A hagyomány szerint a mai Sibrik-kastély Mátyás király kedvelt vadászkastélya volt és így a birtokkal együtt az is a Bagossyaké lett. 1532-ben Kőszeg várának ostromakor a környező falvakkal együtt Bozsokot is elpusztították és az teljesen elnéptelenedett. Az elpusztított lakosság helyére német és horvát nyelvű népek települtek. 1538-ban a szarvaskendi Sibrik család kapta királyi adományként, a Sibrik-kastélyt 1554-ben említik először írott forrásban. Helyén már korábban nemesi udvarház állott, 1614-ben a török veszély hatására várkastéllyá építették ki. 1616-ban a Batthyány család vásárolt birtokot a Bagossy családtól a településen. A falu két kastélya közül a déli részen fekvő a Batthyányiaké, az északi a Sibrikeké volt. A Batthyány kastélyban 1698-ban II. Rákóczi Ferenc is vendégeskedett. 1708-ban itt volt Esterházy Antal kuruc generális főhadiszállása. 1813-ban még I. Ferenc császár is vendégeskedett benne.
Vályi András így ír a községről:"BOSOK. Buschendorf. Horvát, és német falu Vas Vármegyében, birtokosa Gróf Batyáni Uraság, a’ kinek szép kastéllya vagyon itten. Ebben tőlte életének utólsó 256esztendeit özvegy Palatinusné Gróf Battyáni Lajosné Aszszony, született Kinszky Gróf Aszszony. Igen gyönyörű a’ fekvése Rohontztól egy, Kőszegtöl két órányira. Meglehetős termékeny földgyei vannak, réttyei jók, erdeje tűzre, és épűletre elég, szőleje rész szerént a’ határban, rész szerént kivül, malmai szint úgy; Köszögön, és Rohonczon piatzozása, első Osztálybéli."
Fényes Elek szerint "Bozsók, horvát falu, Vas vármegyében, Kőszegtől délre 1 1/2 óra, 714 kath., 2 evang. lak. Kastély. Szép szőlőhegy és erdő. F. u. a rohonczi uradalom és a Sibrik nemzetség."
A falu a 19. század végére teljesen elmagyarosodott. 1910-ben 706 magyar lakosa volt, Vas vármegye Kőszegi járásához tartozott.
1984-ben a Sibrik-várban forgatták a Különös házasság című magyar filmet.
A Rohonccal szomszédos határátkelőhely 1991. június 2-án nyílt meg, mely 6-22 óra között üzemelt. A Schengeni egyezményhez való csatlakozásunkkal a jelentősége megszűnt. Az átkelő érdekessége volt, hogy 1993-2001 között itt forgatták a Kisváros című sorozat egyes jeleneteit. A határátkelő megnyitásával egyetemben helyreállításra került a Bucsu községbe menő út, amelyet a határsáv korábban elzárt. 2009-ben felújították a Rohoncra menő utat.

## Közélete

### Polgármesterei
- 1990–1994: Kutics László (független)[7]
- 1994–1998: Kiss László (független)[8]
- 1998–2002: Sziklai Edéné (független)[9]
- 2002–2006: Sziklai Edéné (független)[10]
- 2006–2010: Sziklai Edéné (független)[11]
- 2010–2014: Darabos Béla (független)[12]
- 2014–2019: Darabos Béla (független)[13]
- 2019–2021: Darabos Béla (független)[14]
- 2022–2024: Banga Anikó (független)[15]
- 2024– : Dr. Szelinger Ferenc (független)[2]

A településen 2022. június 26-án időközi polgármester-választást kellett tartani, mert a 2019 őszén megválasztott településvezető 2021. április 8-án elhunyt. (A két időpont között eltelt, szokatlanul nagy időtávot a koronavírus-járvány miatt elrendelt korlátozások indokolták, mivel a járványhelyzet fennállása alatt nem lehetett új választást kitűzni Magyarországon.) Az időközi választás tulajdonképpen tét nélküli volt, mert a polgármesteri posztért csak egy jelölt indult.
A 2024. június 9-i önkormányzati választás után Bozsokon egyáltalán nem lehetett eredményt hirdetni, elegendő számú jelölt hiányában. Az emiatt szükségessé vált időközi választást 2024. szeptember 15-én tartották meg, ezen már elegendően indultak (a polgármesteri posztért ketten, a négy képviselői helyért heten), így ez a választás már érvényes, és egyben eredményes is volt.

## Népesség
A település népességének változása:
| Lakosok száma | 343  | 337  | 341  | 360  | 371  | 367  | 357  |
|               | 2013 | 2014 | 2015 | 2021 | 2022 | 2023 | 2024 |

A település lakossága az 1870 és 1950 közötti időszakban nagyjából 700 fő körüli volt. Az 1950-es évektől folyamatosan csökkent a népesség. 1960-ban: 556 fő, 1970-ben: 455 fő, 1990-ben: 418 fő, 2001-ben: 377 fő. 
A 2011-es népszámlálás során a lakosok 94,4%-a magyarnak, 5% németnek, 0,6% horvátnak, 0,3% örménynek mondta magát (5% nem nyilatkozott; a kettős identitások miatt a végösszeg nagyobb lehet 100%-nál). A vallási megoszlás a következő volt: római katolikus 77,8%, református 1,5%, evangélikus 1,8%, felekezet nélküli 3,5% (14,6% nem nyilatkozott).
2022-ben a lakosság 94,9%-a vallotta magát magyarnak, 5,1% németnek, 1,1% horvátnak, 1,9% egyéb, nem hazai nemzetiségűnek (4,3% nem nyilatkozott; a kettős identitások miatt a végösszeg nagyobb lehet 100%-nál). Vallásuk szerint 59% volt római katolikus, 1,1% református, 1,1% evangélikus, 0,3% görög katolikus, 0,5% egyéb keresztény, 1,9% egyéb katolikus, 7% felekezeten kívüli (28,8% nem válaszolt).

## Nevezetességei

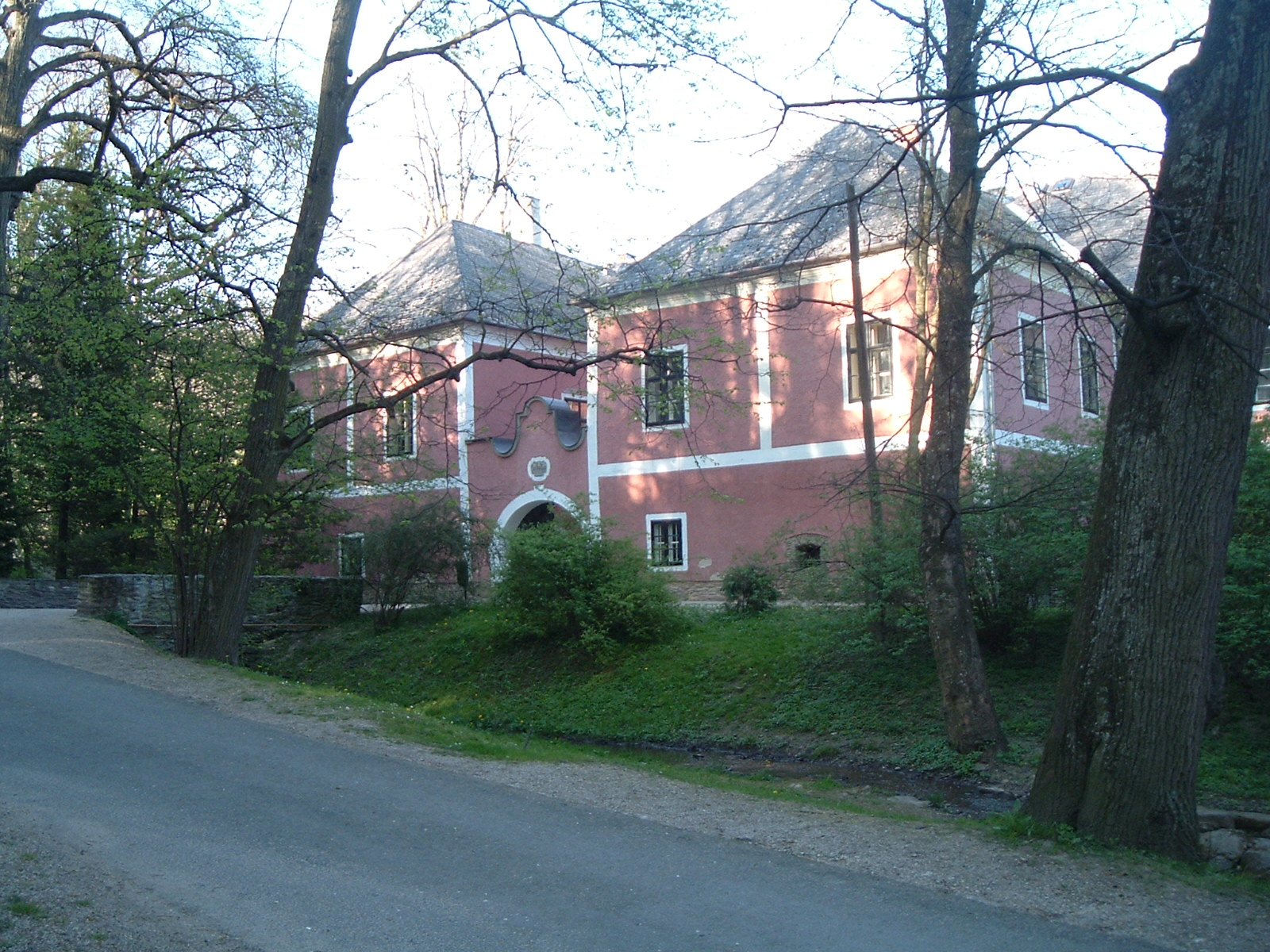
A Sibrik család kastélya

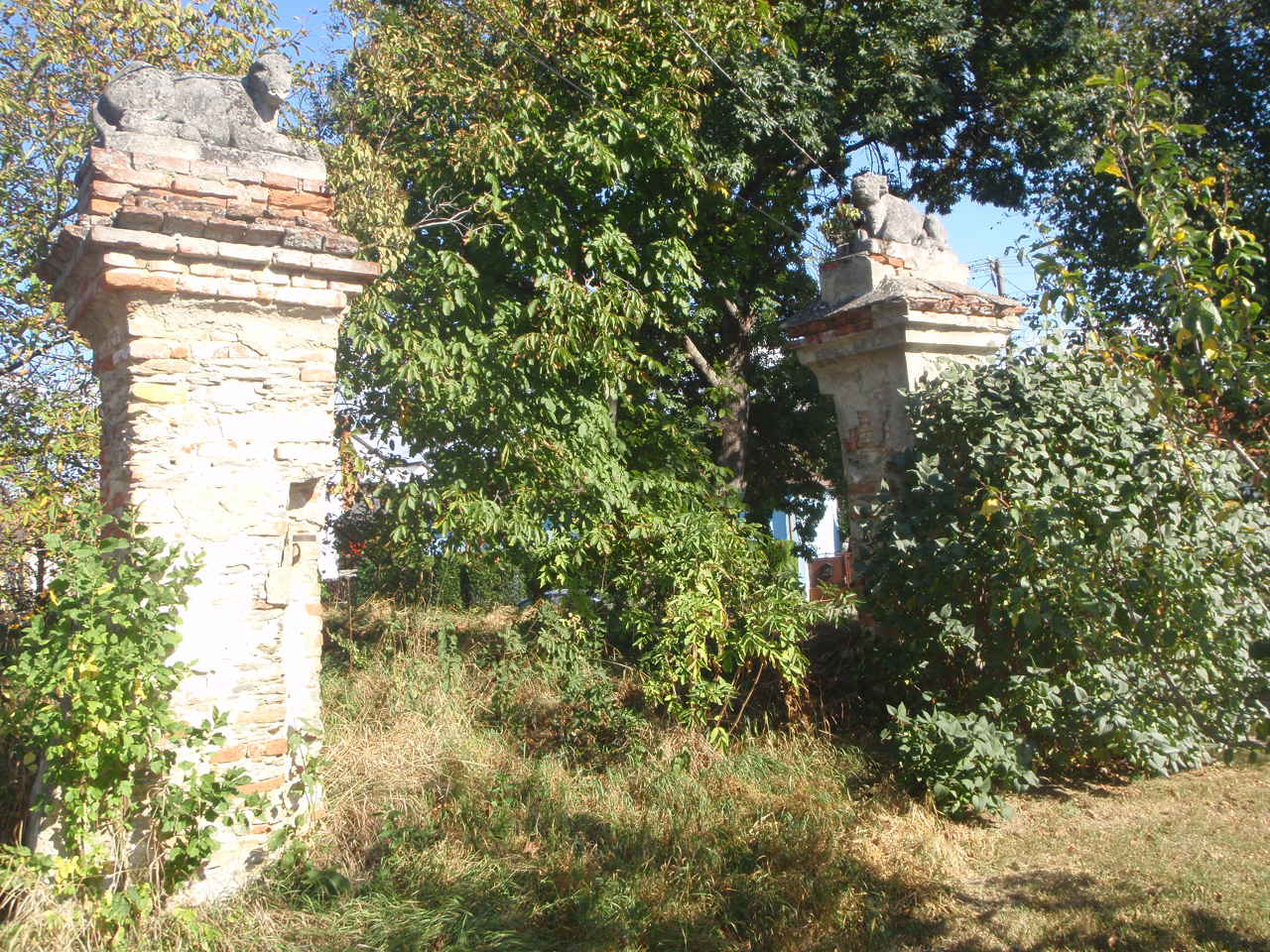
Az egykori Batthyány-kastély kapuja

- Sibrik család kastélya (ma kastélyszálló). A kastély 1614-ben római castrum, vagy középkori nemesi udvarház alapjain épült, évszázadokon át a család tulajdona, akik 1702-ben és 1815-ben átépítették. 1906-ban Végh Gyula író vette meg, aki szépen rendbe hozatta. Őt 1951-ben telepítették ki, ezután a megyei tanács üdülője volt. A kastély vendégei között sok híres ember is megfordult. Illyés Gyula, Weöres Sándor, Károlyi Amy, Simon István, Devecseri Gábor költők, Sinkovits Imre színművész és Kovács Margit keramikusművész. Weöres Sándor itt írta "Bozsoki emlék" című, Devecseri Gábor pedig "Búcsú Bozsoktól" című versét. A kastély ma is üdülőként működik, 7 hektáros szép parkja védett.
- A Batthyány kastély romokban áll, de falai helyenként még emeletnyi magasságban állnak. Az egykor négy saroktornyos, vizesárokkal övezett várkastély építési ideje ismeretlen. Annyi tudható, hogy egykor szintén a Sibrik családé volt és a Batthyányak 1616-ban zálogbirtokként szerezték meg, majd később a tulajdonuk lett. Falai között számos neves vendég megfordult. Rákóczi Ferenc 1698-ban innen keltezi Eszterházi Pál nádorhoz írt egyik levelét. A Rákóczi-szabadságharc alatt előbb császári, majd kuruc főhadiszállás volt. A 19. század elején gróf Althan Ferenc királyi főudvarmester tulajdona volt. 1813-ban I. Ferenc császár és felesége is meglátogatta. A kastély 1832-ben gróf Althanné halála után vált lakatlanná és a pusztuló épület 1841-ben villámcsapás következtében égett le. Romjai az állagvédelem hiányában ma is egyre pusztulnak. A kastélyhoz tartozott cselédházak ma is állnak.
- A templom közelében álló toronyromokat kolostorromnak is tartják, azonban a középkori toronyrom egy régi castellum északnyugati megmaradt sarka. 1603-ban Sibrik Máté ősi kastélyaként említik a tornyot, 1616-ban már csak mint romot említik. Látogatható a Rákóczi utca 24. udvarán keresztül. Műemléki védelem alatt áll.
- Szent Anna tiszteletére szentelt római katolikus temploma középkori eredetű, mai formájában 1630-ban épült. 1743-ban megújították, 1773-ban bővítették. Műemléki védelem alatt áll.
- A falu déli részén álló Szent József kápolna 1775-ben épült, műemléki védelem alatt áll.
- Szent Flórián és Nepomuki Szent János szobrait 1996-ban állították a régi elpusztult szobrok helyett.
- A Savariát ellátó római vízvezeték helyreállított szakasza mintegy 1 méter mélységben. Csillámpalából és terrazzóból készült, nyersmész és téglatörmelék összeégetésével készült idomokkal. Belseje mésztej kiégetésével előállított mázzal van bevonva. A vezeték több kilométer hosszú szakaszát régen a bozsokiak kiszedték és házépítésekhez használták fel.
- A bozsoki borház a Rákóczi u 133. szám alatt található, 1819-ben épült egykori lakóházban működik. A bozsoki borászat tárgyai tekinthetők meg benne. Szüret idején vásárt rendeznek az udvarán.
- A község határában a Kőszegi-hegység legmagasabb pontján az Írottkőn 1913-ban épített kilátó áll. A csúcs nevét a kilátótól mintegy 40 méterre osztrák oldalon található szikla után kapta, melyen a CBE (Comes Batthyány Esterházy) bevésett betűk olvashatók, utalva a terület egykori birtokosára. A kilátóhoz vezető turistaút mentén tanösvény található.
- Sajátos természeti látnivalói a Széleskő, az Asztalkő és a Kalapos-kő (587 m) nevű sziklaalakzatok, melyek magányosan állnak az erdő borította hegygerincen.

## Híres emberek
- Itt született 1931. május 8-án Hofer Miklós építész.
- Itt hunyt el 1951. július 21-én Végh Gyula művészeti író, műgyűjtő, festő, múzeumigazgató, utazó.

## Galéria

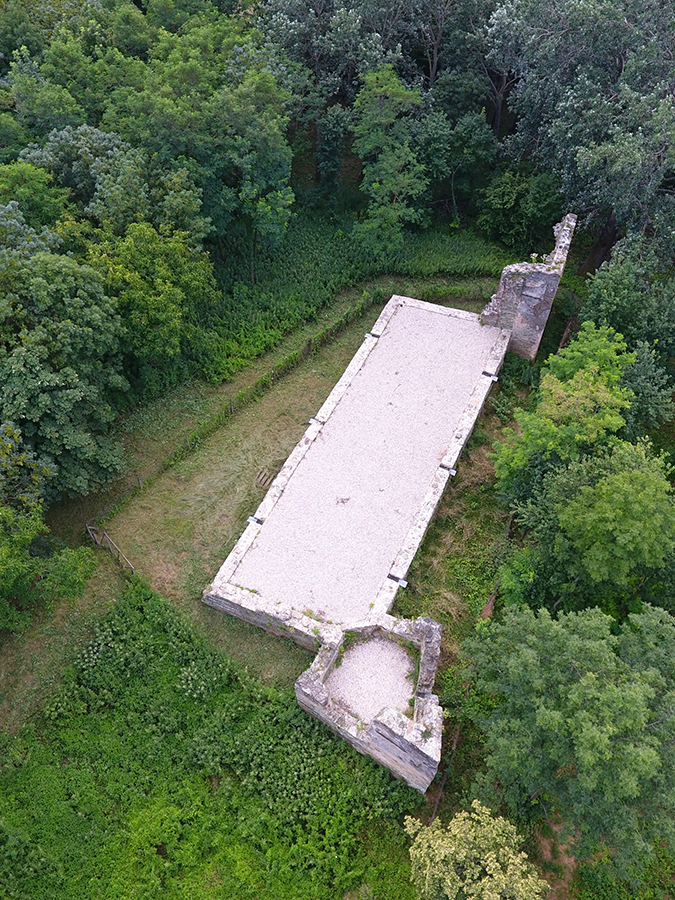
A Batthyány-várkastély légi fotón
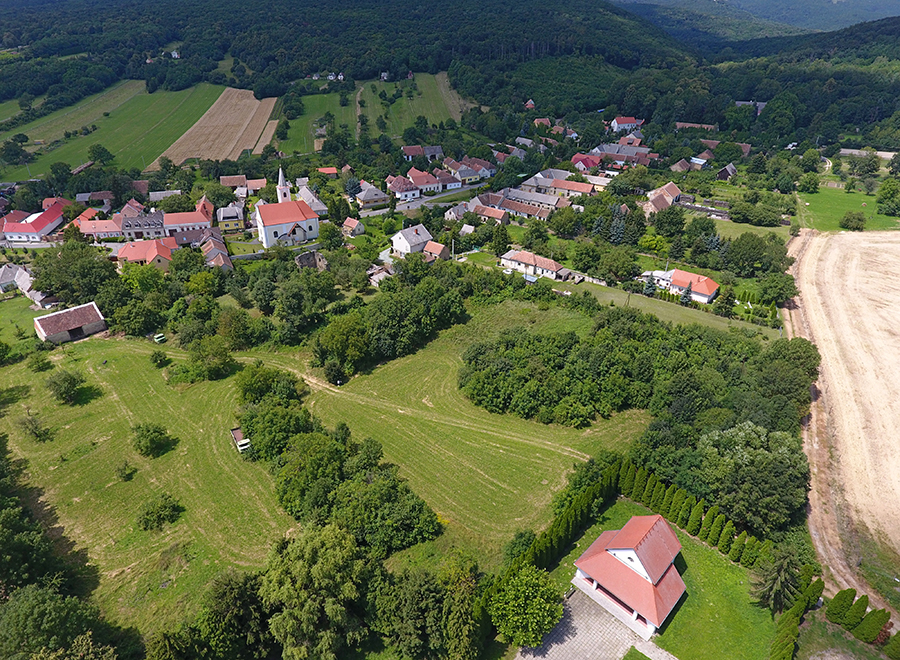
Pusztavár légi felvételen
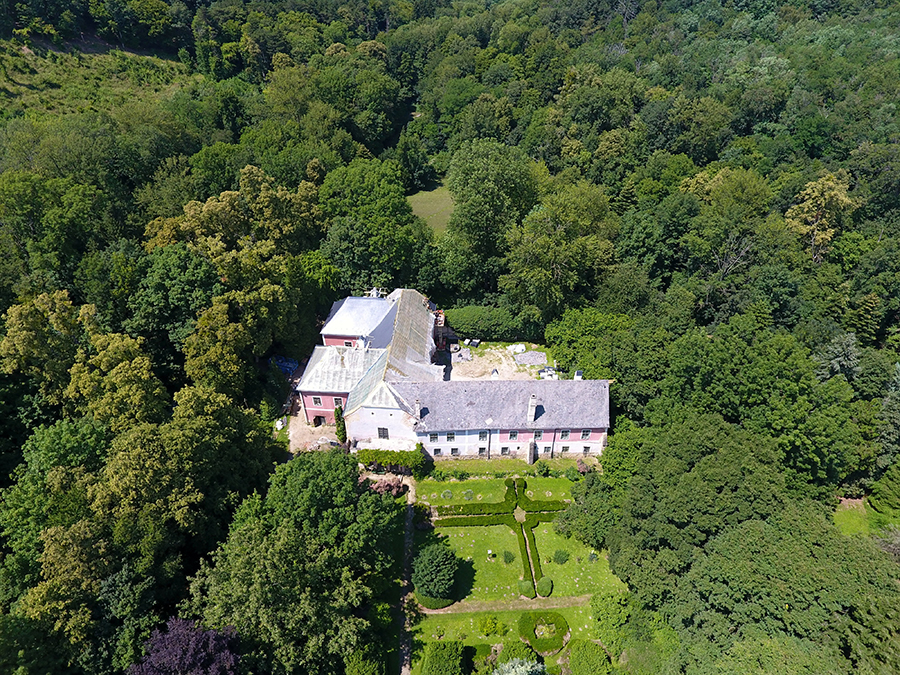
A Sibrik-várkastély a magasból
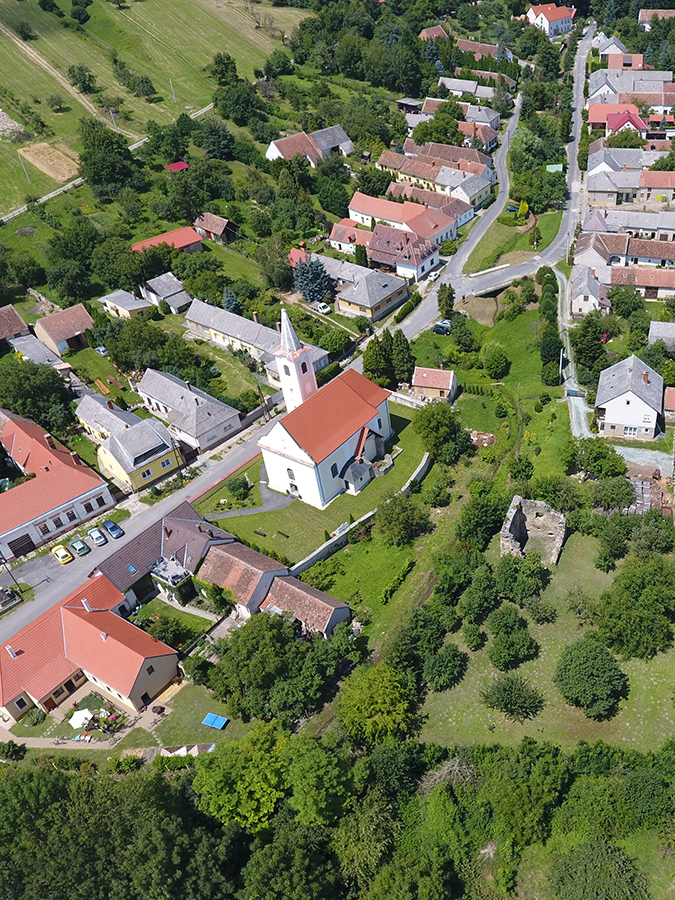
A templom madártávlatból
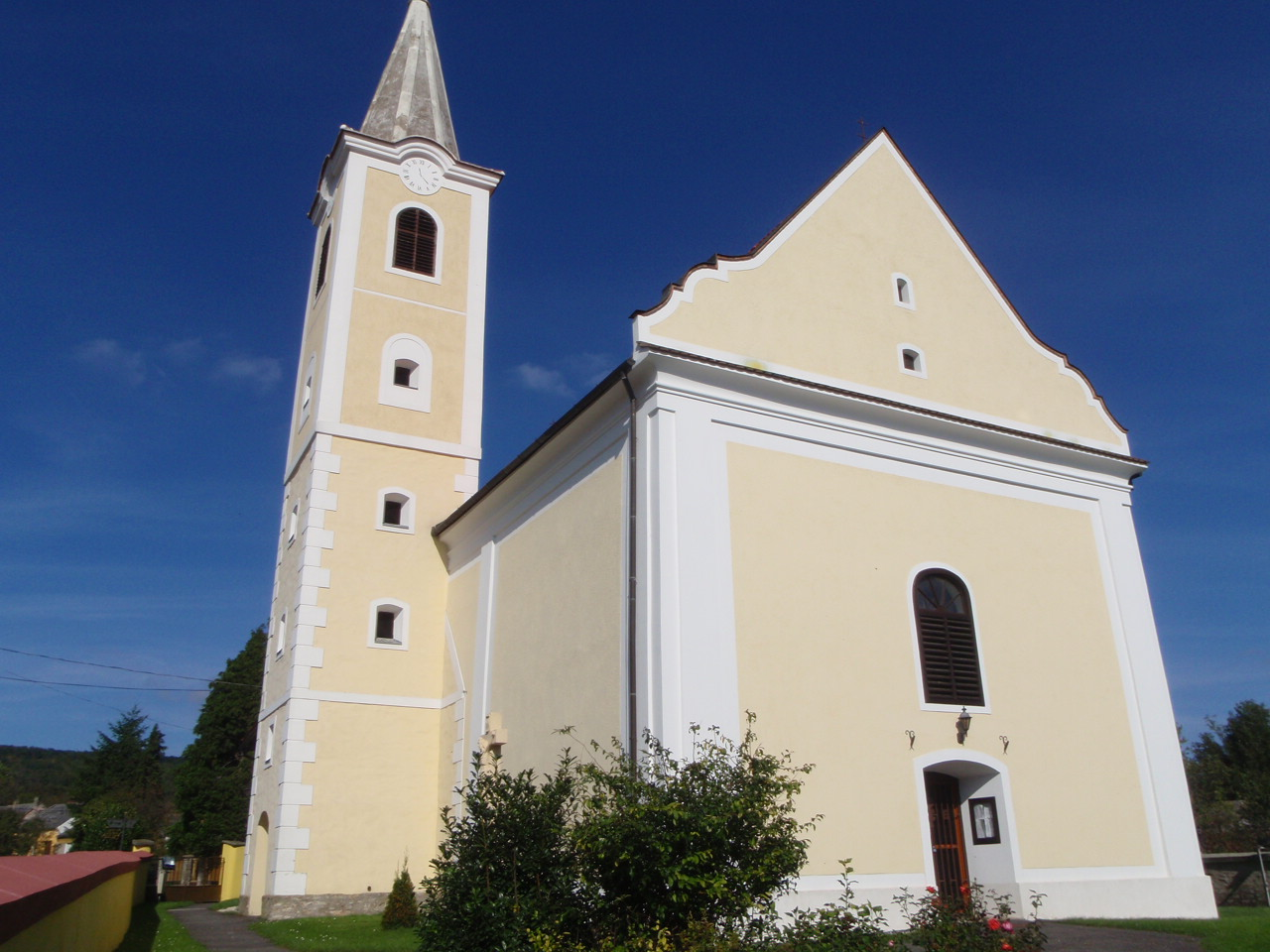
A Szent Anna nevére szentelt római katolikus templom
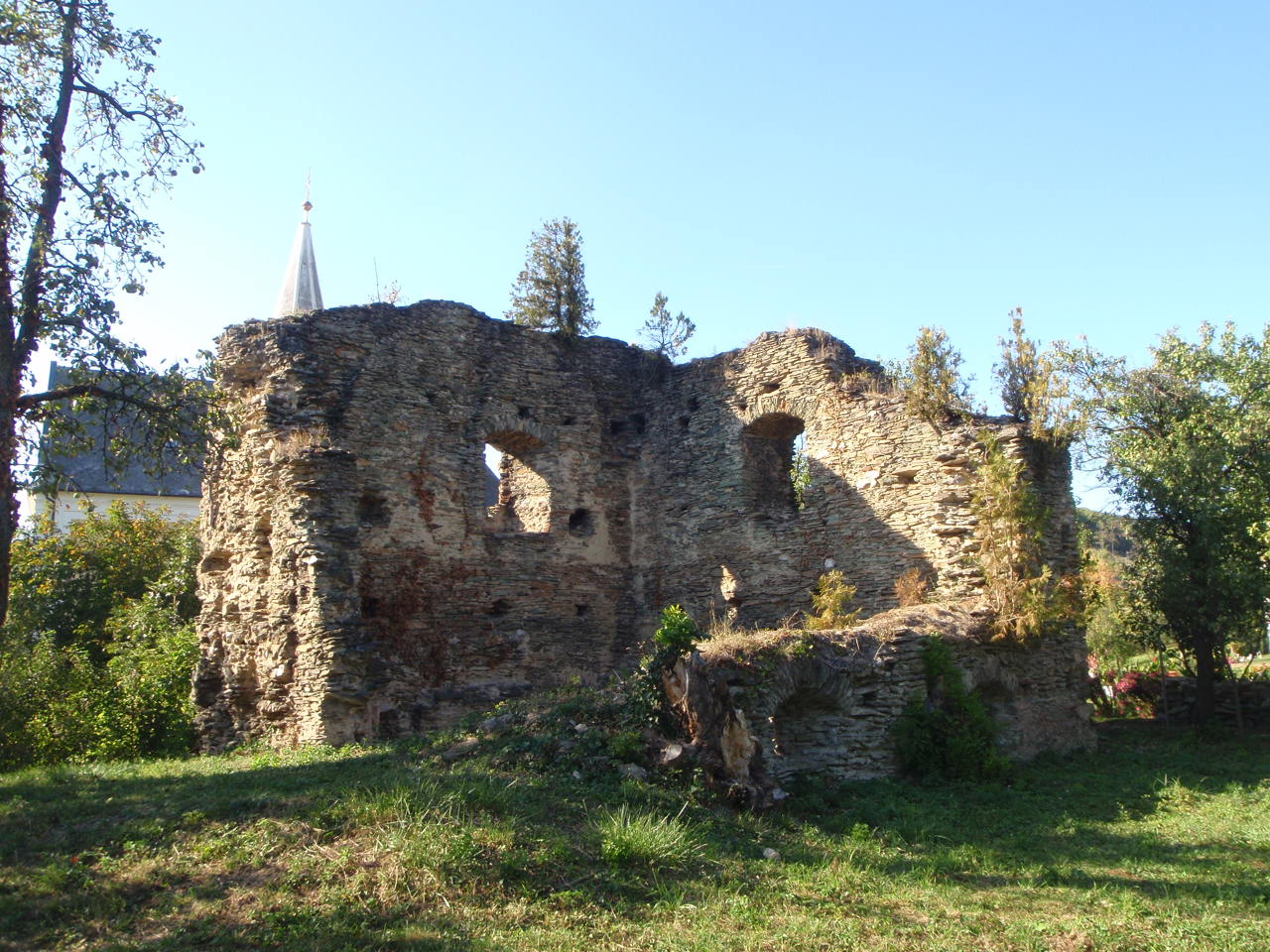
Toronyrom a Szent Anna templom mellett
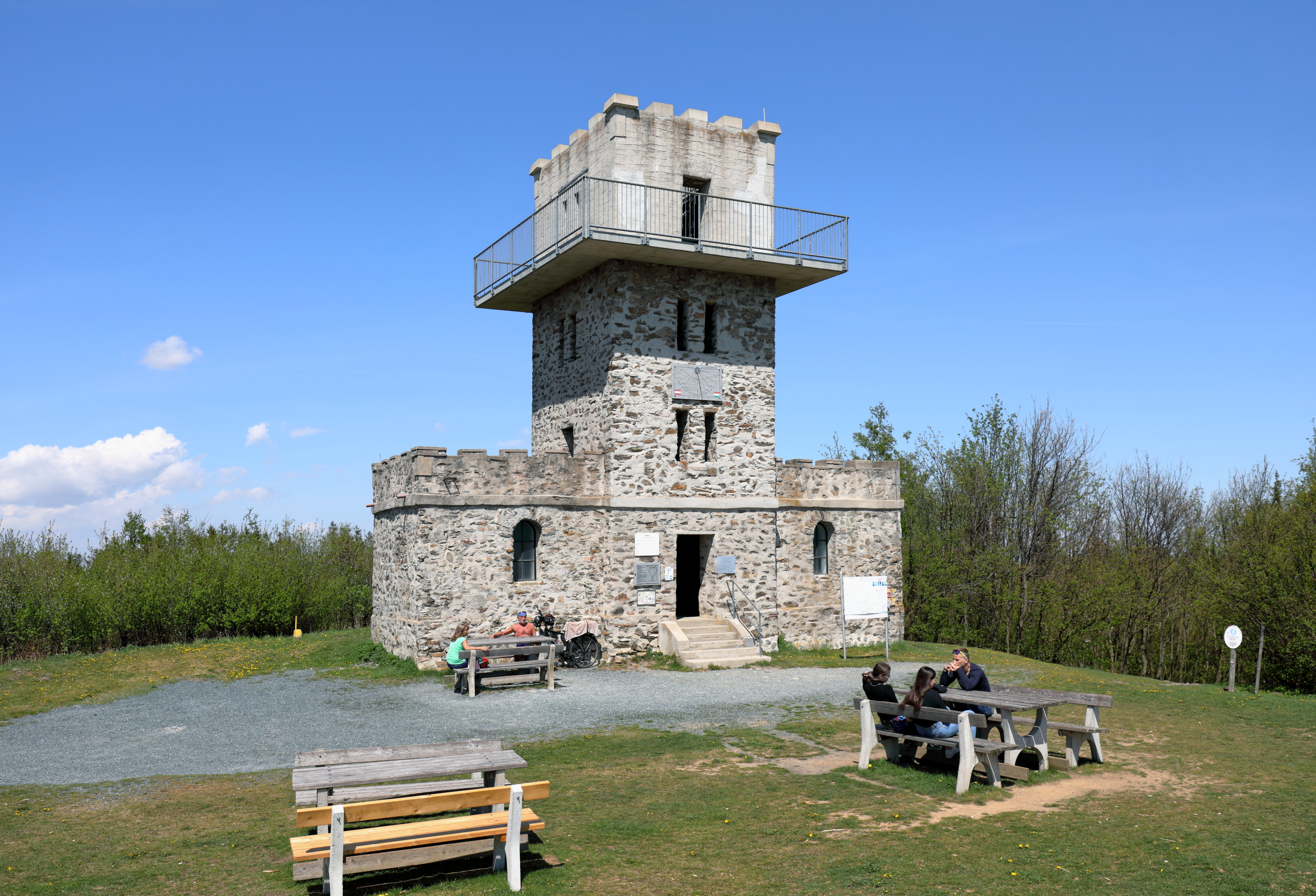
Az Írott-kő kilátó
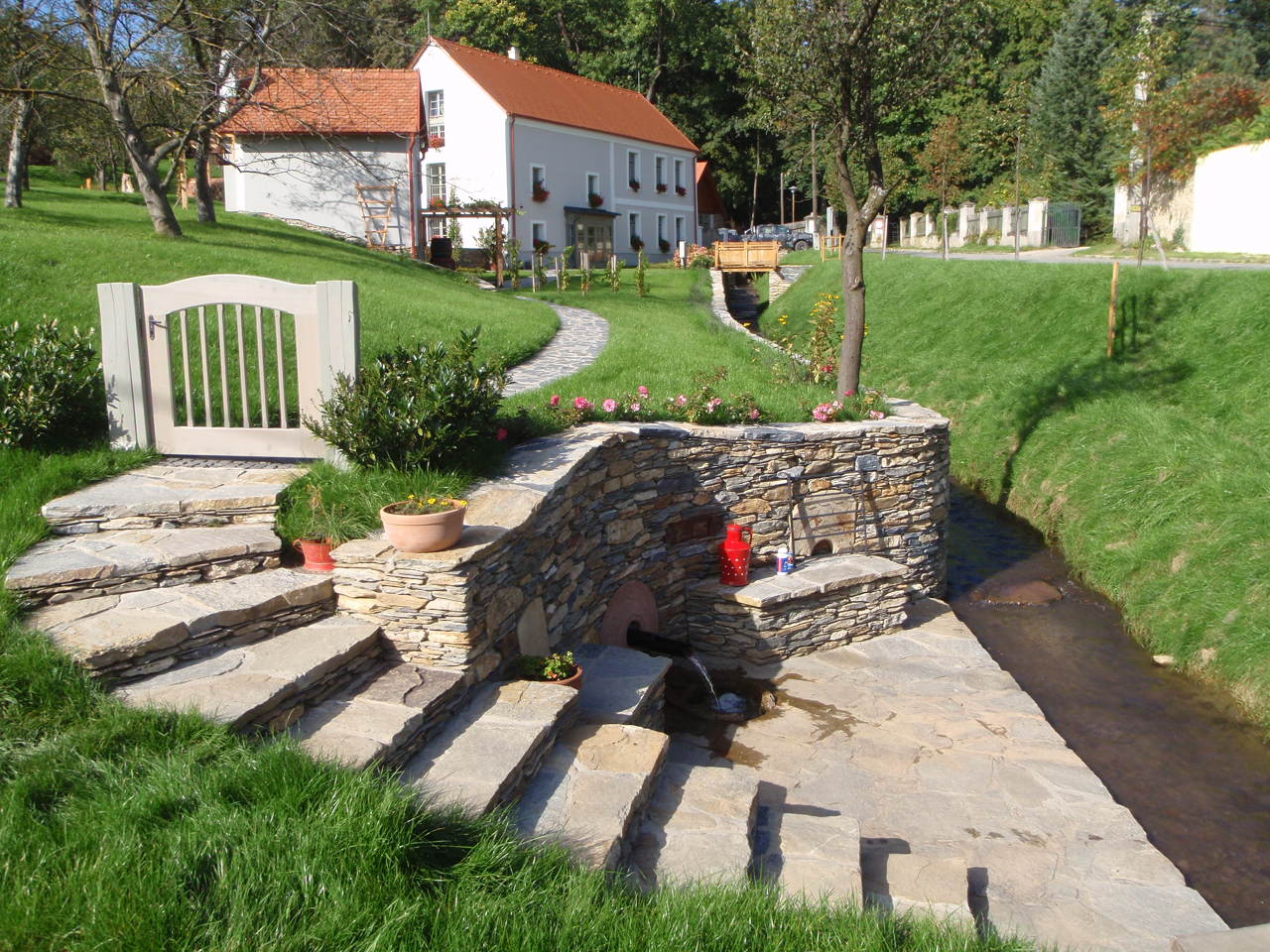
Lakóház (Rákóczi utca 2.)
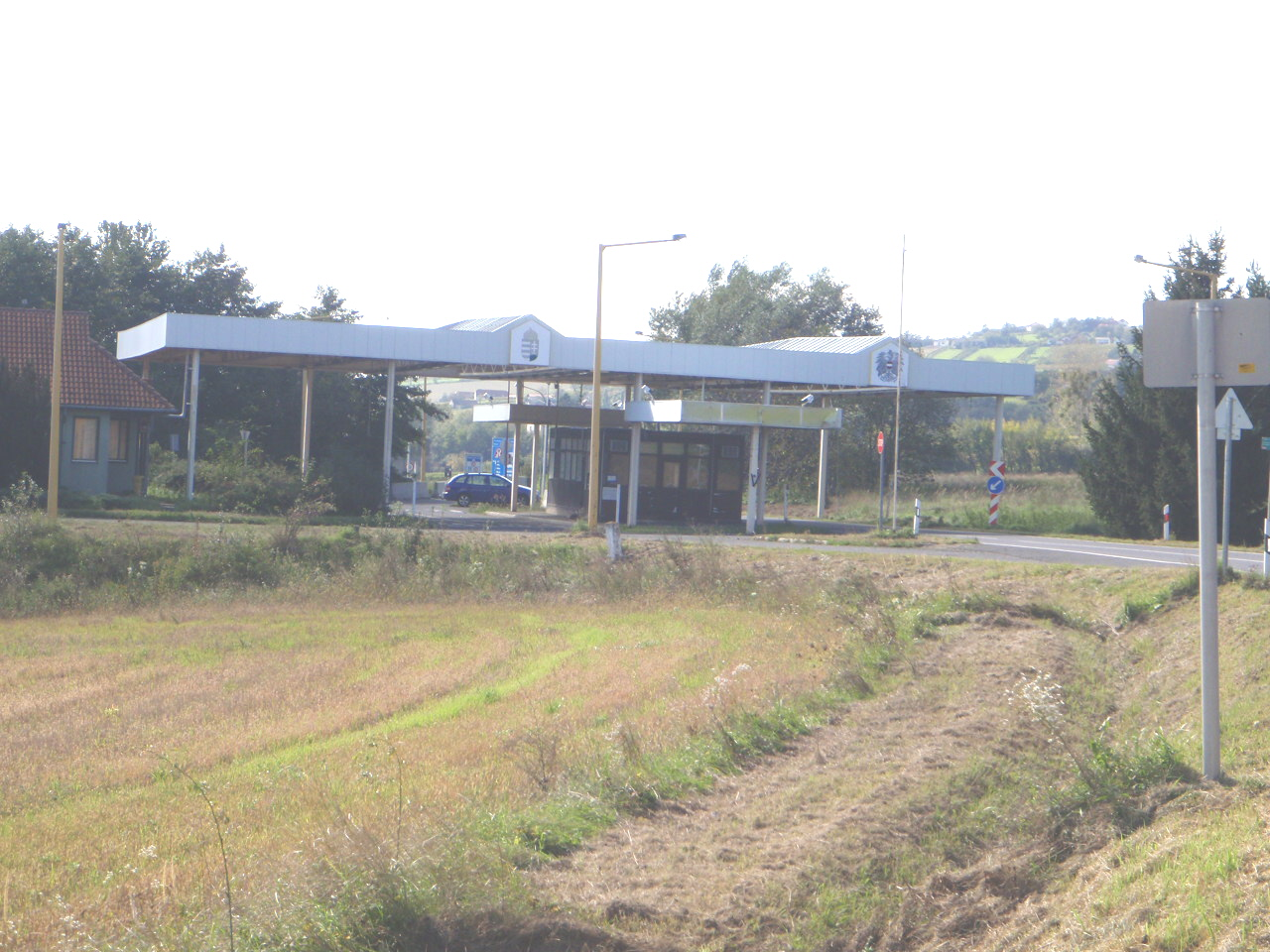
A bezárt határátkelő, a Kisváros című sorozat forgatási helyszíne

## Testvértelepülés
Bozsok testvértelepülése:
- Zetelaka, Románia, 1999.

## A település az irodalomban
Bozsok (a szomszédos Bucsuval és Rohonccal együtt) érintőlegesen említésre kerül Szamos Rudolf Kántor nyomoz című bűnügyi regényében: négy alkalommal is ezen a tájon szökött át az osztrák-magyar határon a legendás nyomozókutya életét bemutató kötet egyik bűnöző (embercsempész) szereplője, akit végül a negyedik határsértése után, a vépi vasútállomáson sikerült elfogni.